# Diocesi di Cristopoli
La diocesi di Cristopoli (in latino Dioecesis Christopolitana) è una sede soppressa e sede titolare della Chiesa cattolica.

## Storia
Cristopoli, corrispondente alla città di Kavala in Grecia (anticamente chiamata anche Neapoli), è un'antica sede vescovile della provincia romana della Macedonia Seconda nella diocesi civile omonima, suffraganea dell'arcidiocesi di Filippi.
La diocesi è piuttosto tardiva, perché è documentata per la prima volta agli inizi del IX secolo, secondo la testimonianza di Teodoro Studita, il quale riferisce che il vescovo di Cristopoli, di cui non riporta il nome, venne nel suo monastero per chiedere di accogliere un prete che aveva benedetto il matrimonio adultero dell'imperatore Costantino VI. La diocesi è menzionata tra le suffraganee di Filippi nella Notitia Episcopatuum attribuita all'imperatore Leone VI (inizio X secolo). Un altro vescovo è noto nel X secolo, Doroteo, egumeno del monastero Eikosiphoinisses presso Drama, che fu ordinato vescovo dal metropolita Aussenzio di Filippi nel 975.
In seguito, la diocesi divenne un'arcidiocesi autocefala, cioè dipendente direttamente dal patriarca, e poi elevata al rango di metropolia, che attorno al XIV/XV secolo prese il nome di "metropolia di Kavala". Una serie molto incompleta di vescovi e metropoliti di Cristopoli/Kavala è documentata fino al XVII secolo. La decadenza della sede si fece sentire nel corso di questo secolo, per cui i patriarchi soppressero la metropolia che fu unita a quella di Drama nel dicembre 1617, e poi, nel 1721, alla metropolia di Xanthi e Periteorio.
La metropolia di Kavala è stata restaurata nel 1924, e successivamente ha assunto il nome di metropolia di Filippi, Neapoli e Taso, appartenente alla Chiesa di Grecia.
Dal XIV secolo Cristopoli è annoverata tra le sedi vescovili titolari della Chiesa cattolica; la sede è vacante dal 31 marzo 1984.

## Cronotassi

### Vescovi greci
- Anonimo ? † (inizio del IX secolo)
- Doroteo † (975 - ?)

### Vescovi titolari
Nelle cronotassi riportate da Eubel, relative soprattutto ai secoli XIV-XVI, spesso, a causa dell'incertezza delle fonti, si confondono le sedi di Christopolis, di Chrysopolis e di Christianopolis.
- Nicola † (maggio 1319 - ? deceduto)
- Berengario † (10 febbraio 1327 - ? deceduto)
- Riccardo di Taussiniano, O.Carm. † (14 maggio 1352 - 7 settembre 1352 nominato arcivescovo di Filippi)
- Michele † (circa 1354)
- Ermanno, O.P. † (8 novembre 1362 - ?)
- Adalberto † (? deceduto)
- Joannes Zacow, O.F.M. † (17 luglio 1394 - ? deceduto)
- Thomas Bittyler, O.F.M. † (15 marzo 1395 - ?)
- Enrico de Villacolor, O.F.M. † (20 maggio 1422 - ?)[9]
- Michel Castault, O.F.M. † (8 marzo 1454 - 28 maggio 1503 deceduto)
- Jean d'Ivoy, O.P. † (1461 - 8 settembre 1465 deceduto)
- Jean Obim, O.P. † (3 marzo 1474 - ? deceduto)
- Joannes de Sorceyo, O.F.M. † (11 maggio 1492 - 28 maggio 1503 deceduto)
- Pierre Liétard, O.P. † (19 dicembre 1503 - 5 settembre 1506 deceduto)
- Ausiás Carbonell, O.P. † (16 aprile 1509 - 9 dicembre 1532 deceduto)[10]
- Francisco de Ihaen (Jaén), O.S.Io.Hieros. † (5 dicembre 1530 - ?)
- Henrich Kurt † (10 novembre 1525 - 14 marzo 1530 deceduto)
- Desiderio Apis (Opis), O.P. † (19 giugno 1530 - 1546 deceduto)[11]
- Francisco Estaña † (16 dicembre 1534 - prima del 28 novembre 1547 dimesso)[12]
- Antonio Fassaro † (4 giugno 1544 - ?)
- Clément Bouley, O.P. † (31 gennaio 1547 - 1574 deceduto)[13]
- Juan Segría † (28 novembre 1547 - 23 luglio 1568 nominato arcivescovo di Sassari)[14]
- Pedro Coderos † (20 febbraio 1570 - 21 ottobre 1579 nominato arcivescovo di Otranto)
- Jean Buxeti † (22 maggio 1574 - ?)[15]
- Marcin Szyszkowski † (24 novembre 1603 - giugno 1604 succeduto vescovo di Luc'k)
- Ludovico de Taragni, O.S.B. † (21 marzo 1612 - ?)
- Johannes Wyszemierski † (5 maggio 1628 - ?)
- Michael Chumer (Chumberg), O.F.M. † (3 ottobre 1639 - 30 giugno 1651 deceduto)
- Maxime Tessier † (28 maggio 1951 - 8 maggio 1955 succeduto vescovo di Timmins)
- Otto Spülbeck, C.O. † (28 giugno 1955 - 20 giugno 1958 succeduto vescovo di Meißen)
- Michael William Hyle † (3 luglio 1958 - 2 marzo 1960 succeduto vescovo di Wilmington)
- Sante Portalupi † (14 ottobre 1961 - 31 marzo 1984 deceduto)